# Поллинг (Мюльдорф-ам-Инн)
Поллинг (нем. Polling) — община в Германии, в земле Бавария.
Подчиняется административному округу Верхняя Бавария. Входит в состав района Мюльдорф-ам-Инн. Население составляет 3352 человека (на 31 декабря 2010 года). Занимает площадь 43,83 км².